# Ilana Sod
Ilana Sod Cybula (México, 3 de Fevereiro) é uma jornalista da América Latina. É a editora-chefe da MTV América Latina para a informação dos temas públicos. Tem também uma crónica semanal para o jornal mexicano Excelsior e contribui para Rádio Trece na zona metropolitana do México.

## Atualmente
Está na produção da série especial que o governo da Finlândia, por o Banco Interamericano de Desenvolvimento, comanditou em MTV para o projecto prosocial "Agentes de Cambio" ("Agentes da Mudança")."Casi Diez" ("Quase Dez") é o nome da sua coluna editada cada Sábado e Domingo por Excelsior."Amplio Espectro" ("Gama Extensão") é o título do seu segmento cada quinta-feira na Rádio 13 México.